# Eriotheca longipes
Eriotheca longipes är en malvaväxtart som först beskrevs av André Georges Marie Walter Albert Robyns, och fick sitt nu gällande namn av M.C.Duarte och G.L.Esteves. Eriotheca longipes ingår i släktet Eriotheca och familjen malvaväxter. Inga underarter finns listade i Catalogue of Life.